# Stiepan Dawydow
Stiepan Iwanowicz Dawydow, także Dawidow (ros. Степан Иванович Давыдов; ur. 1777, zm. 10 maja?/22 maja 1825 w Petersburgu) – rosyjski kompozytor.

## Życiorys
Urodził się na terenie Ukrainy. Od najmłodszych lat związany był z nadworną kapelą śpiewaczą w Petersburgu, początkowo jako śpiewak, następnie dyrygent. Był uczniem Giuseppe Sartiego. W latach 1800–1804 i 1806–1810 pełnił funkcję kapelmistrza teatrów cesarskich, będąc zobowiązany do komponowania muzyki na ich potrzeby i prowadzenia nauki śpiewu. W 1815 roku został dyrektorem muzycznym w teatrze dworskim Szeriemietiewów w Ostankinie, później był nauczycielem śpiewu w szkole dramatycznej w Moskwie.
Skomponował m.in. opery Liesta, dnieprowskaja rusałka (wyst. Petersburg 1805) i Rusałka (wyst. Petersburg 1807), a także balety Uwienczannaja błagostʹ (wyst. Petersburg 1801) i Żertwoprinoszenije błagodarnosti (wyst. Petersburg 1802) oraz muzykę do sztuk Gawriiła Dierżawina, Władisława Ozierowa i Aleksandra Gruzincewa. Opera Liesta, utrzymana w stylistyce klasycystycznej z romantycznym kolorytem orkiestrowym i materiałem melodycznym zaczerpniętym z folkloru, uznawana jest za pierwszą rosyjską operę baśniową.